# Beronda Montgomery
Beronda Montgomery es una escritora estadounidense, comunicadora de ciencia y profesora de la Michigan State University en los Departamentos de Bioquímica y Biología Molecular y de Microbiología y Genética Molecular. También es miembro del Laboratorio de Investigación en Plantas MSU-DOE. Su grupo de investigación estudia organismos fotosintéticos y su adaptación a cambios en su entorno. Su carrera académica se extiende más allá de la biología y también trabaja en mentorías y desarrollo profesional del profesorado; además desarrolla estrategias basadas en evidencia para adoptar la inclusión y equidad en la academia. En 2020, Montgomery fue una de las cofundadoras y organizadoras del evento Semana de los Botanistas Negros más conocido por su nombre en inglés"Black Botanists Week".

## Educación
Montgomery recibió el grado de licenciatura en biología de Universidad de Washington en St. Louis y el grado de Maestría en biología de la Universidad de Arkansas Central. Posteriormente, completó si doctorado en biología de plantas en la Universidad de California, Davis. Más tarde realizó una estancia posdoctoral en microbiología en la Universidad de Indiana con el apoyo de la  Fundación de Ciencia Nacional (NSF). Desde 2004, forma parte de la plantilla de profesores de la Universidad Estatal de Míchigan.

## Investigación
Las investigaciones de Montgomery se centran en los mecanismos moleculares dinámicos que permiten a organismos fotosintéticos— cyanobacteria — adaptarse y responder a cambios en su fotoambiente. Estos organismos tienen que responder a cambios en fuentes de luz para continuar el proceso de fotosíntesis, por lo que han desarrollado un fino proceso de crecimiento y desarrollo. El laboratorio de Montgomery estudia diversas moléculas que juegan una función importante en este proceso, incluyendo pigmentos que absorben la luz y receptores sensibles a la luz, así como fitocromos. En particular, su grupo de investigación se enfoca en comprender cómo estas moléculas regulan la morfología y fisiología celular en respuesta a diferentes entornos y factores estresantes. Su laboratorio centra su atención en Arabadopsis y cyanobacteria como organismos modelo.
Las contribuciones de sus investigaciones han sido reconocidas por la Academia Americana de Microbiología y en 2018 fue elegida como socio de la misma. En 2016, Montgomery obtuvo el título de Profesor en la Universidad Estatal de Míchigan y le fue otorgado un reconocimiento por su labor y logros desarrollo disciplinario, compromiso a creatividad, y enseñanza de excelencia.

## Mentorías
Montgomery también lidera becas e iniciativas de mentoría, particularmente alrededor de los asuntos que relacionan a mentorías y retención de alumnos, así como jóvenes científicos de minorías poco representadas. Ha publicado extensamente sobre estrategias basadas en evidencia sobre crianza y retención de talento en la academia; también ha desarrollado estrategias para mentorías eficaces que se centran en el individuo, sus necesidades concretas y objetivos. Montgomery también ha trabajado con sus colegas para crear oportunidades sostenibles para el desarrollo profesional en la academia. Además, ha trabajado con la Sociedad Americana de Microbiología para conectar científicos  con estudiantes en el aula, y cuenta con el apoyo de la Fundación de Ciencia Nacional. Con aquel financiamiento, Montgomery y sus colaboradores han establecido el programa Líderes Inspirando Redes y Conocimiento (LINK por sus siglas en inglés). El objetivo de este programa es para construir enlaces entre científicos, alumnos, y educadores.
También sirvió durante seis años como directora del ASM Watkins Graduate Research Fellowship, la cual tiene como objetivo incrementar el números de grupos poco representados que obtienen un doctorado en microbiología. Los esfuerzos de Montgomery también se han centrado en el desarrollo del profesorado para asegurar que los estudiantes cuentan con mentores mentores eficaces de manera que las próximas generaciones continúen atrayendo y promoviendo grupos poco representados a estudiar carreras científicas.
Como una experta en mentías eficaces y basadas en evidencia, Montgomery participa en diversos grupos de liderazgo y como asesora a universidades que trabajan para crear una mayor diversidad. equidad e inclusión dentro de sus investigaciones y programas de educación. Anteriormente formó parte del  consejo consultivo de 500 Mujeres Científicas, dejando su experiencia en mentorías y desarrollo del profesorado para apoyar su misión de hacer la ciencia abierta, inclusiva, y accesible.

## Premios y honores
- National Science Foundation, Premio a la trayectoria, 2007[22]
- Universidad Estatal de Míchigan, Profesor de la Fundación, 2016[12]
- Sociedad Americana para Microbiología, Conferencista distinguido, 2017-2019[18]
- Academia Americana  de Microbiología, Socio, 2018[11]
- John Wiley Jones Conferencista Distinguido, 2019[23]
- Cell Press CrossTalk, Lista de 100 Científicos Negros Inspiradores, 2020[24]